# 308934 Merkinė
308934 Merkinė è un asteroide della fascia principale. Scoperto nel 2006, presenta un'orbita caratterizzata da un semiasse maggiore pari a 2,771516 UA e da un'eccentricità di 0,169079, inclinata di 8,900263° rispetto all'eclittica.
Il nome ricorda l'omonima località lituana.